# West Farm Gut
West Farm Gut ist ein so genannter ghaut (gut), ein ephemeres Gewässer ähnlich einem Fiumara, in St. Kitts, im karibischen Inselstaat St. Kitts und Nevis.

## Geographie
Der Fluss entspringt weit in der South East Range, in der Nähe von Therould's Estate, im Süden von St. Kitts. Er verläuft durch das Gebiet von Boyd’s in Saint Thomas Middle Island nach Süden und mündet bald ins Karibische Meer.